# Pęciszewo
Pęciszewo (niem. Waltersdorf) – wieś w Polsce położona w województwie warmińsko-mazurskim, w powiecie braniewskim, w gminie Braniewo.
W latach 1975–1998 miejscowość administracyjnie należała do województwa elbląskiego.

## Historia

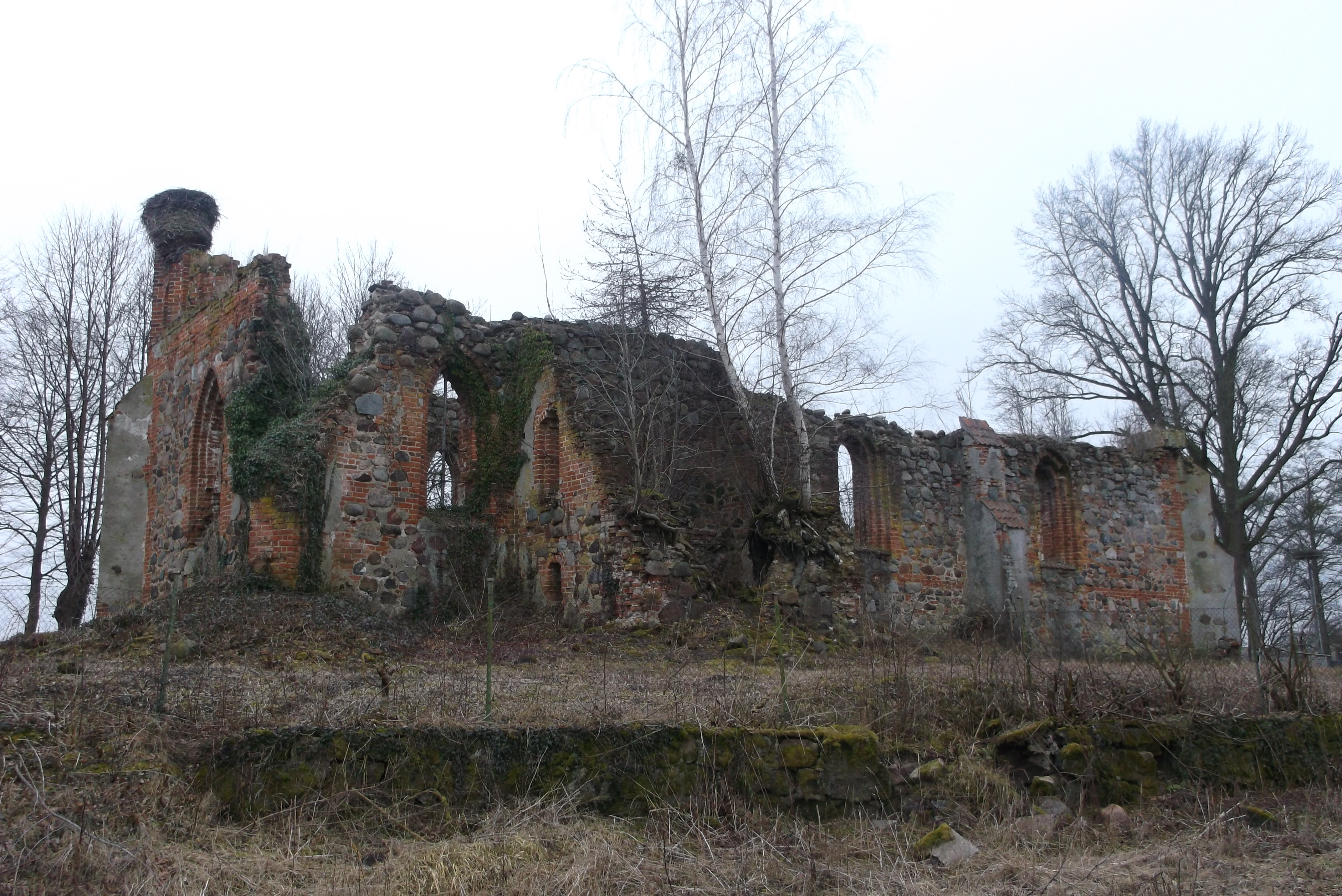
Ruiny kościoła cmentarnego w Pęciszewie

Pierwsza wzmianka  o miejscowości pochodzi z 1355 roku. Pierwotnie wieś czynszowa, własność krzyżacka w komturstwie bałgijskim, po 1525 książąt, a od 1701 królów pruskich. Pierwsza wzmianka o kościele w Pęciszewie z 1412 r. (sam kościół pochodzi z I poł. XIV w.). Patronat krzyżacki, później książąt i królów pruskich. Parafia erygowana w okresie lokacji wsi, proboszcz wzmiankowany dopiero w 1480; kościół po 1525 ewangelicki. Kościół wielokrotnie restaurowany w XIX i XX w. Podczas II wojny światowej kościół spłonął. Wieża runęła od uderzenia pioruna w 1961. Zachowane ruiny kościoła, obok cmentarz.
Od czasów krzyżackich była we wsi karczma. W 1936 nabył karczmę Arthur Pohl, zakładając dodatkowo sklep z artykułami kolonialnymi.
W Pęciszewie od XVI w. istniała we wsi szkoła. Po II wojnie funkcjonowała do 1976 roku, następnie została zlikwidowana.
W 1939 Pęciszewo liczyło 471 mieszkańców.
W dniu 18 marca 1945 r. wieś zajęły wojska radzieckie. Ale już wcześniej, bo w lutym 1945 r., na  konferencji jałtańskiej zapadły istotne dla przyszłych losów miejscowości decyzje. Prusy Wschodnie zlikwidowano. Powiat świętomiejski, w którego skład wchodziła miejscowość, również. 16 sierpnia 1945 r. podpisano w Moskwie umowę ustanawiającą ok. 1 km na północ od Pęciszewa granicę polsko-radziecką. Tym samym miejscowość oderwano od Świętomiejsca, a włączono do powiatu braniewskiego. Miejscowość położona na peryferiach zarówno państwa, jak i powiatu, bez dobrych dróg i połączenia do siedziby powiatu utraciła na świetności i znaczeniu (np. dopiero w 2008 wyremontowano prawie że nieprzejezdną drogę nr 1316N, stawiając nowy most na rzece Banówce, czym skrócono odległość do Braniewa do 15 km).
W 2002 r. została erygowana parafia greckokatolicka pw. św. Włodzimierza i Olgi w Pęciszewie.

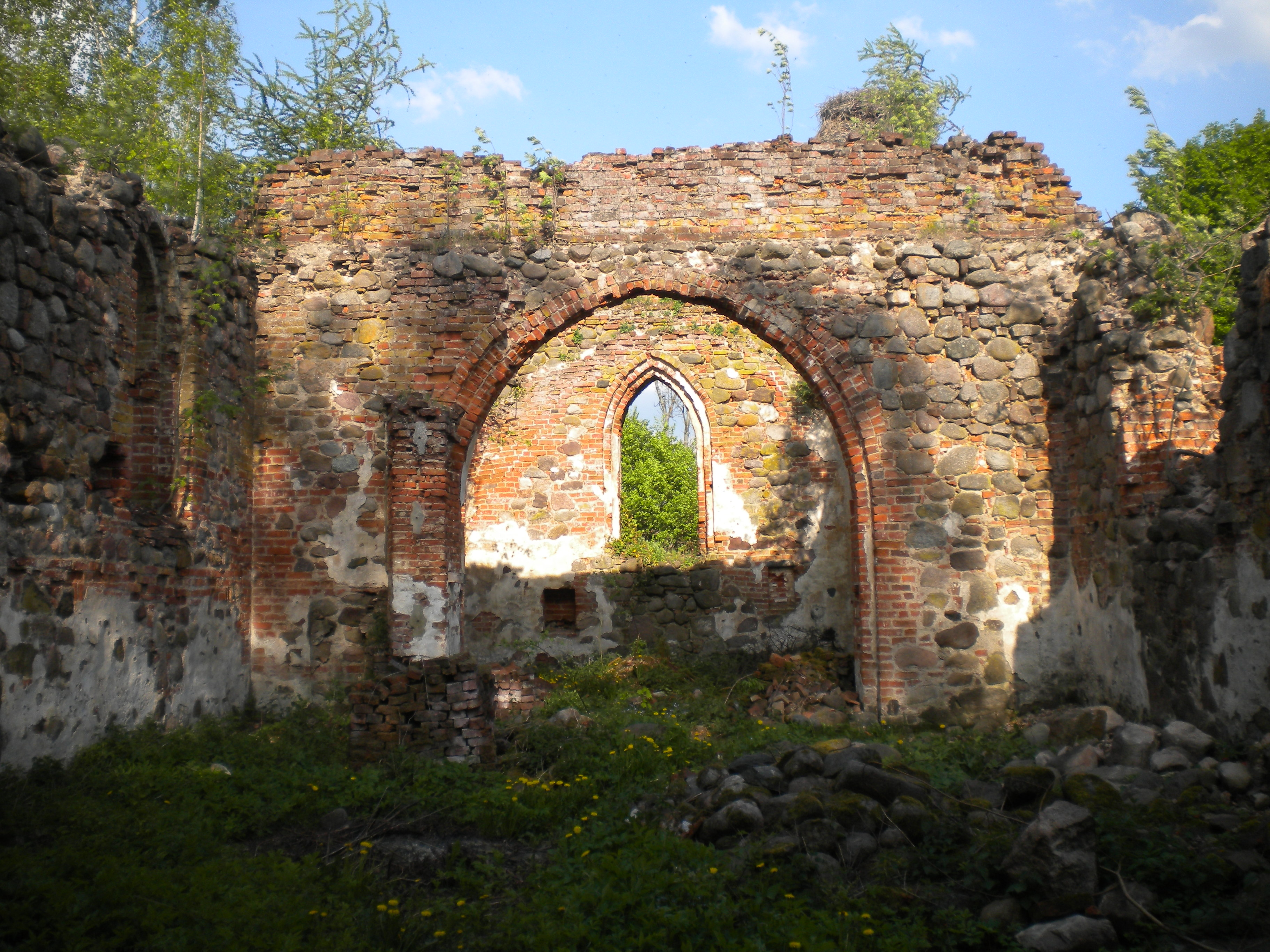
Ruiny kościoła, widok wewnątrz
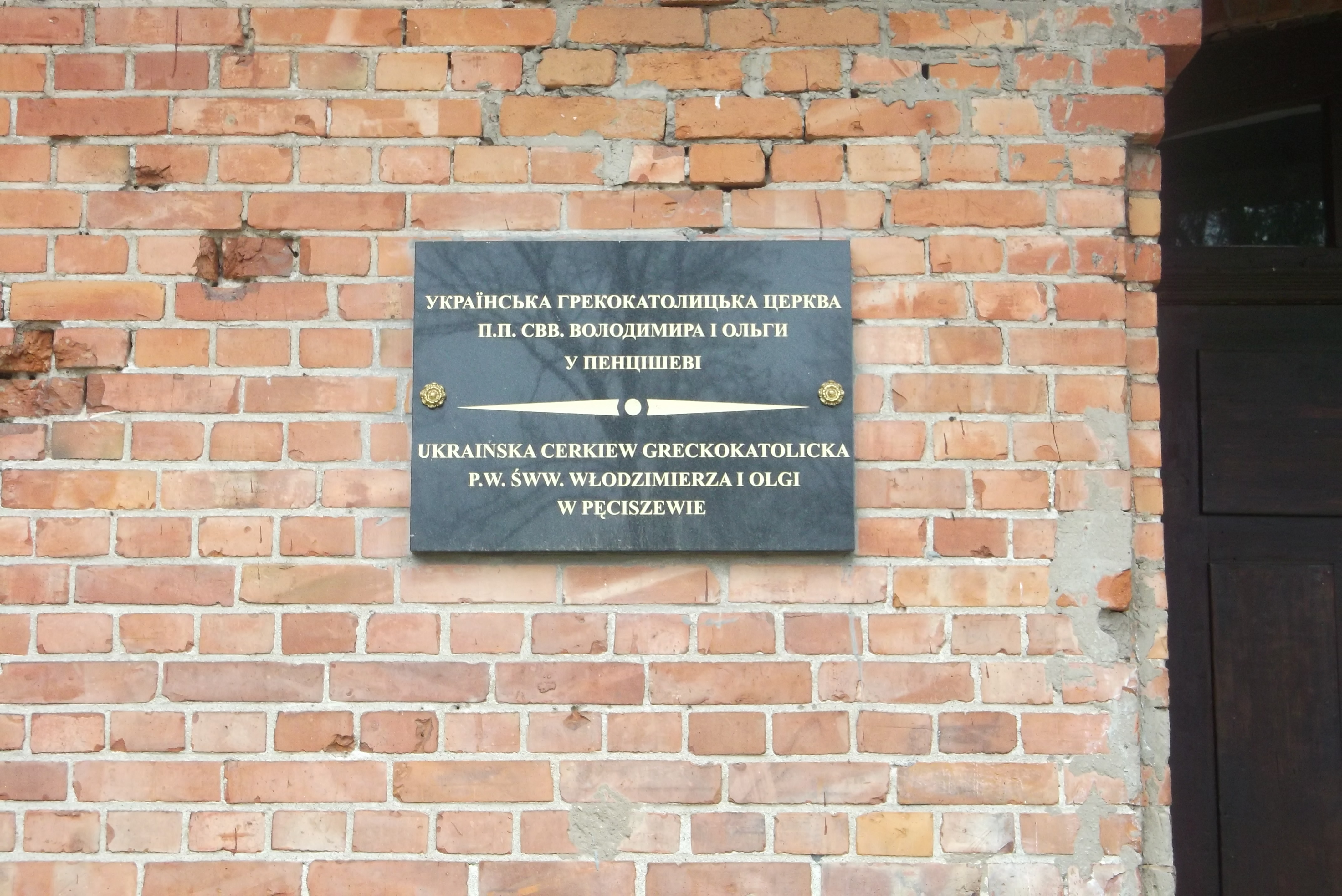
Tablica dwujęzyczna na cerkwi